# Führen mit Auftrag
Führen mit Auftrag ist ein Führungsstil der militärischen Führung. Traditionell und auch weiterhin im alltäglichen Sprachgebrauch wird das Führen mit Auftrag oft als Auftragstaktik bezeichnet (dieser Begriff hat als Germanismus in zahlreiche andere Sprachen Eingang gefunden, z. B. das Englische, Französische und Spanische). Es ist aber keine Taktik in sich, sondern eine Methode der Führung. Im Unterschied zum angelsächsischen und teilweise auch frankofonen Raum, wo nach wie vor die Befehlstaktik bevorzugt wird, hat sich innerhalb des deutschen und auch des israelischen Militärs seit langem die Auftragstaktik durchgesetzt. So steht sie in der Bundeswehr in direkter Beziehung zur Inneren Führung und ist hiervon ein wesentlicher Baustein.

## Allgemeines
Das Führen mit Auftrag beschreibt eine Art und Weise, Soldaten zu führen. Dabei gibt der militärische Führer den Soldaten das Ziel, meist noch den Zeitansatz und die benötigten Kräfte vor. Auf Basis dieser Rahmenbedingungen verfolgt und erreicht die mit dem Auftrag beauftragte Führungskraft (militärischer Führer) das Ziel selbständig. Dies bedeutet, dass der Ausführende in der Durchführung des Auftrages weitgehend frei in der Entscheidung über die Art der Durchführung ist. Dies sichert eine große Flexibilität in der Auftragsdurchführung insbesondere in Bezug auf Einzelheiten bei der Durchführung und trägt wesentlich zur Entlastung höherer Führungsebenen bei. Wesentlich ist dabei, dass der Beauftragte den militärischen Führer über seine Absichten, die Durchführung und Fortschritte vorher informiert sowie bei Lageänderungen, und dem übergeordneten (militärischen) Führer damit die Gelegenheit gibt, abstimmende und korrigierende Maßnahmen im Sinne seiner Absicht zu ergreifen.
Von besonderer Bedeutung für den Erfolg des Führens mit Auftrag ist, dass die unterstellten Führer die Absicht der übergeordneten Führung kennen und so ausgebildet sind, dass sie hieraus für sich im Rahmen der Auswertung des Auftrages eigenes Handeln im Sinne der übergeordneten Führung ableiten können. Daher brauchen nachgeordnete Führungskräfte eigene Urteils- und Entschlusskraft, und sie müssen bereit sein, selbständig und verantwortungsbewusst zu handeln. Für deren Vorgesetzte kommt es indes vor allem darauf an, die Absicht hinter dem Auftrag zu vermitteln und die wesentliche Leistung herauszustellen, aber auch die Fähigkeiten und Möglichkeiten der Nachgeordneten genau zu kennen.
Um die positive Wirkung des Führens mit Auftrag nicht zu konterkarieren, ist es wichtig, Aufträge und Befehle nicht über Hierarchien hinweg zu erteilen, da hierdurch schnell Missmut oder Motivationsverluste entstehen können. Zusätzlich besteht die große Gefahr, wichtige Details oder Spezialistenwissen unberücksichtigt zu lassen, was zu erheblichen Problemen, bis hin zu Risiken für Leib und Leben, führen kann.

## Begriffsklärung
Um zu klären, was „Führen mit Auftrag“ bedeutet, muss zunächst geklärt werden, was ein Auftrag im militärischen Sinn ist: Ein Auftrag ist eine Willensäußerung mit dem Anspruch auf Befolgung. Willensäußerungen gibt es im militärischen Bereich in den Ausprägungen als „Kommando“, „Befehl“, „Auftrag“ oder „Weisung“. Das Kommando ist die strikteste, die Weisung die schwächste Handlungsanweisung. Der Auftrag stellt eine Kompromisslösung zwischen den Varianten bei der Wahl der Mittel, der Einflussnahme und der Art der Durchführung dar.
Verkürzt dargestellt kann die Unterscheidung wie folgt formuliert werden:
- Das Kommando erlaubt nur eine schon vorher definierte Ausführung.
- Der Befehl beschreibt den Weg zum Ziel.
- Der Auftrag nennt das Ziel und gibt gewisse Freiheiten bei der Wahl des Weges.

Die Grenzen zwischen Befehl und Auftrag sind hierbei fließend, denn Aufträge können Einschränkungen bezüglich des „Wann“ und des „Wo“  enthalten. Das wesentliche Element des Führens mit Auftrag ist aber das Ziel, also das „Was“. Wird auch das „Wie“ noch festgelegt, handelt es sich tendenziell eher um eine konkrete Anweisung und damit eher um einen Befehl.
Das Führen mit Auftrag wurde zunächst ohne bestimmte Bezeichnung im preußischen Heer, beginnend auf der höchsten Kommandoebene, seit den deutschen Einigungskriegen angewandt, im Deutsch-Französischen Krieg 1870/71 in größerem Umfang, seit 1888 nach Festlegung in den Dienstvorschriften auf allen Ebenen, seit 1906 unter der Bezeichnung Auftragstaktik. Der Begriff war ursprünglich von den Gegnern des neuen Konzepts im Unterschied zur Normaltaktik (Befehlstaktik) geprägt worden.
Der Begriff „Auftragstaktik“ ist nicht gleichbedeutend mit „Taktik“, was anhand der Definition von Taktik deutlich wird:
Taktik ist der Gebrauch der Mittel in ihrer Gesamtheit zum Zwecke des Gefechts, z. B. wie sich diese Mittel beeinflussen, ergänzen oder wie sie eingeschränkt sind.
Mit einem einzigen Mittel (hier: dem Auftrag) kann man daher per definitionem keine Taktik betreiben. Daher sind Begriffe wie „Auftragstaktik“, „Befehlstaktik“ oder „Munitionstaktik“ streng genommen nicht korrekt, weil sie die Definition von Taktik unzulässig verkürzen. Andererseits hat sich der Ausdruck aufgrund seiner Griffigkeit im allgemeinen Sprachgebrauch weitgehend durchgesetzt; dies gilt erst recht für Fremdsprachen, in denen er inzwischen als Lehnwort oder Lehnübersetzung etabliert ist.
Helmuth von Moltke der Ältere begriff Strategie als ein System von Aushilfen. Wegen der vielen Unwägbarkeiten im Krieg hielt er nur den Beginn eines Feldzuges für planbar: „Kein Operationsplan reicht mit einiger Sicherheit über das erste Zusammentreffen mit der feindlichen Hauptmacht hinaus.“ Daher sah er seine Aufgabe vor allem in der umfassenden Planung der militärischen Auseinandersetzung unter Ausnutzung aller technischen Möglichkeiten. Den nachfolgenden Führungsebenen gewährte er weitgehende Handlungsfreiheit in der Durchführung des Kampfauftrages. Mit diesen Prinzipien wurde Moltke in seiner Zeit zum Vorbild in der Führung moderner Massenheere.
Siehe in diesem Zusammenhang auch Strategie – Operation – Taktik

## Verhalten bei der Durchführung des Auftrags
Der Soldat wird mit einem Auftrag betraut, dessen Ziele und Effekte er kennen muss. Dadurch ist der Soldat nicht nur berechtigt, sondern sogar verpflichtet, bei einer wesentlichen Lageänderung die Auftragsausführung so zu verändern, dass sie seiner Meinung nach bestem Wissen und Gewissen das wesentliche Ziel des ursprünglichen Auftrags erfüllen kann. Damit obliegt der eigentliche Auftrag keineswegs seiner freien Disposition, vielmehr hat er sich die Frage zu stellen: „Wie würde ich an Stelle meines Vorgesetzten bei gleicher Intention unter diesen veränderten Umständen entscheiden?“, der Soldat handelt also auf den Vorgesetzten zu. Er befolgt also den Befehl dem Sinn nach und nicht dem Buchstaben nach.
Dieses Abweichen vom ursprünglichen Auftrag setzt voraus, dass
1. sich die Lage wesentlich geändert hat,
2. der auftragserteilende Vorgesetzte zurzeit nicht erreichbar ist und
3. ein sofortiges Handeln unumgänglich ist.

## Sonstige Hinweise zur Führung

### Führung von vorne
Es wird häufig argumentiert, dass das „Führen mit Auftrag“ den Einsatz von Offizieren nahe an der Front voraussetze, um über die Geschehnisse an der vordersten Front ohne Verzögerung informiert zu sein. Diese Argumentation widerspricht jedoch dem Auftragsgedanken, da sie impliziert, dass man seinen Untergebenen nicht zutraut, die gestellten Aufträge zu erfüllen. Unbestreitbar bietet das Führen nahe an der Front große Vorteile, beispielsweise wird die Motivation und der Kampfesmut der untergebenen Soldaten durch die unmittelbare Anwesenheit des Vorgesetzten gefördert und die manchmal schwierige Beurteilung der Lage kann vor Ort vorgenommen werden, wodurch ein schnelles Lagebild und gegebenenfalls eine Anpassung der Aufträge ermöglicht wird. So ist bekannt, dass deutsche Generäle und Feldmarschälle im Zweiten Weltkrieg, wie zum Beispiel Erwin Rommel, teilweise in vorderster Front mit vorrückten, um sich ein Bild vom Gefecht und vor allem vom Gegner machen zu können. Diese Informationen können dann in der Planung des weiteren Vorgehens verwendet werden. Daraus resultieren eine effizientere und schnellere Führung der Soldaten, aber auch überdurchschnittlich hohe Verluste an Offizieren verglichen mit Armeen, die die Führung mit Befehl anwenden. Die deutsche Wehrmacht hatte im Zweiten Weltkrieg deswegen überproportional hohe Verluste in kommandierenden Positionen: Mehr als 50 % der Offiziere wurden verwundet oder sind gefallen. Daher kamen oft Untergebene in Führungsverantwortung, die sie formal nicht ausfüllen konnten (Unteroffiziere als Zugführer oder Kompaniechefs und Hauptleute als Bataillonskommandeure waren keine Seltenheit). Aufgrund der „Führerausbildung“ der Wehrmacht, zwei Ebenen höher auszubilden als es dem Dienstgrad entsprach, konnten diese „Führerverluste“ jedoch bedingt ausgeglichen werden.

### Rolle der Kommunikationsmittel
Auch ist die kommunikative Ausrüstung von Soldaten und Fahrzeugen ausschlaggebend. So waren im Zweiten Weltkrieg auf deutscher Seite alle Panzer mit Funkgeräten ausgestattet, während es bei den Alliierten nur ein Panzer pro Zug war. Auch die Infanterie war mit verhältnismäßig vielen Funkgeräten ausgestattet, wodurch eine schnellere und gezieltere Führung möglich wurde. So konnten an Feuerkraft überlegene Feindkräfte nicht selten durch schnelles und geschicktes Vorgehen umgangen und besiegt werden. Gegen Ende des Krieges führten auch die Westalliierten und die Rote Armee Funkgeräte auf jedem Panzer ein.
Informationen sind mittlerweile genauso wichtig wie Kräfte, Raum und Zeit. Eine Informationsüberlegenheit kann Vorsprünge schaffen in Bezug auf die anderen drei Kriterien. Durch Neue Medien und Kommunikationsmittel wird die Menschenführung signifikant beeinflusst. Warten auf fehlende Informationen oder Informationsüberlastung dürfen die Führung aber nicht blockieren oder behindern.
Es wird immer schwieriger weitreichende und detaillierte Befehle bei schnell wechselnden Lagen zu erteilen. Schon Moltke d. Ä. stellte dazu fest, dass kein Plan die erste Feindberührung überlebt. Es wird damit immer wichtiger werden, Aufträge zu erteilen, die im Rahmen der gegebenen Kompetenzen selbstständig zu erfüllen sind.
Das Führen mit Auftrag wird auch unter der Veränderung der Kommunikations- und Informationstechnik mit der vernetzten Operationsführung ein entscheidendes Werkzeug der Führung bleiben. Moderne Kommunikationsmedien können nur Hilfestellungen geben; Entscheider und Ausführender bleibt aber der Mensch bzw. Soldat.

## Führen mit Befehl
Der Gegensatz zum Führen mit Auftrag heißt „Führen mit Befehl“ und wird oft fälschlich als Befehlstaktik bezeichnet. Führen mit Befehl wird insbesondere von angloamerikanischen oder russischen Streitkräften praktiziert. Die Grenzen zwischen beiden Führungsstilen sind oft fließend. Je höher eine Führungsebene angesiedelt und je spezialisierter ein Truppenteil ist, umso mehr wird mit dem Führungsinstrument „Führen mit Auftrag“ gearbeitet. Wesentlicher Unterschied ist, dass beim Führen mit Befehl, der sich aus dem Entschluss wer macht was, wann, wo, wie und warum ergibt, der Befehl die Anweisung zur Durchführung einschließlich des wie als die Art der Durchführung enthält, während beim Führen mit Auftrag die Anweisung nur das wer macht was und, falls notwendig, wenn es sich nicht aus der Situation ergibt, auch das wann und wo mit einem warum, jedoch nicht das wie enthält.

### Übergang zwischen Führen mit Auftrag und Führen mit Befehl
Im Allgemeinen wird der Prozess Führen mit Auftrag auf Verbandsebene (siehe Kampfverband) angewandt, z. B. Kampfgruppe (Marine), Division oder Brigade.
Der typische Übergang zwischen Führen mit Auftrag und Führen mit Befehl findet meist dann statt, wenn reales Handeln erforderlich ist, z. B. das Verlegen einer Marine-Kampfgruppe, die Positionierung einer Brigade etc. Häufig findet dieser Wechsel zwei bis drei Ebenen über dem letztlich ausführenden Element (Kampfgruppe, Bataillon, Kompanie, Fahrzeug oder Soldat) statt.

## Geschichte und Ergebnisse der Auftragstaktik in deutschen Streitkräften
Nachdem jahrhundertelang das Prinzip der festgefügten Formationen mit ihrer dadurch erforderlichen engen Bindung auch der mittleren Truppenoffiziere an die strikten operativen Vorgaben der Armeebefehlshaber geherrscht hatte, begannen Friedrich der Große und später Napoleon ansatzweise damit, ihren Unterführern gewissen Freiheiten zu selbstständiger, eigenverantwortlicher und den jeweiligen Geländeverhältnissen flexibel anzupassender Truppenführung zu lassen. Nach der Katastrophe des preußischen Heeres bei Jena und Auerstedt besannen sich die Heeresreformer darauf, die Führungsprinzipien grundlegend zu reformieren. Bereits in den Freiheitskriegen wurden daher Grundsätze angewandt, aus denen später die Auftragstaktik hervorging. Z. B. wurde (bei der Gründung der Bundeswehr) selbst der Abschluss der Konvention von Tauroggen durch Generalfeldmarschall Ludwig Yorck von Wartenburg als frühes Beispiel einer (weit ausgelegten) Auftragstaktik angeführt: Obwohl in diesem Fall nicht einmal ein expliziter Auftrag vorlag, konnte er doch von Yorck dem Sinn nach vermutet werden, weil hierdurch der Erhalt der Truppen für den preußischen König sichergestellt wurde. Letztendlich war die Auftragstaktik die preußische Antwort auf die Frage, wie man den zunehmend komplexer werdenden Bedingungen bei der Führung moderner Massenheere Herr werden könne, während man z. B. auf französischer Seite noch 1918 auf ein gegenteiliges, detailliert durchstrukturiertes Konzept mit sehr wenig Freiheiten für die Unterführer setzte („modelage planifié du champ de bataille“ nach Pétain).
Als eigentlicher „Vater“ der Auftragstaktik gilt der deutsche Generalfeldmarschall Helmuth von Moltke, der u. a. auf die Vorarbeiten von Scharnhorst, Gneisenau und Clausewitz zurückgreifen konnte. Erstmals in großem Stil in Szene setzen konnte er sein Konzept bei der Schlacht von Königgrätz. Nun konnten bereits Kompaniechefs im Rang eines Hauptmanns oder Leutnants im Zweifelsfall nach eigenem Ermessen Entscheidungen treffen, ohne eine Abstrafung durch Vorgesetzte wegen Ungehorsams befürchten zu müssen. Der eigentliche Begriff Auftragstaktik kam während des Deutsch-Französischen Krieges auf, als man das Prinzip auch auf die unter den Offizieren stehenden Ränge ausweitete. Nach etlichen Kontroversen unter deutschen Spitzenmilitärs fand der Begriff dann 1906 Eingang in die Heeresdienstvorschrift.
Wie internationale Militärhistoriker (u. a. der Amerikaner Trevor N. Dupuy, der Israeli Martin van Creveld und der Niederländer Jaap Jan Brouwer) in detaillierten Forschungen und Analysen nachwiesen, lag der Gefechtswert (battlefield performance) deutscher Soldaten in beiden Weltkriegen bei mindestens 150 %, meist jedoch etwa 300 % ihrer alliierten Gegenspieler (d. h. bei gleichen Bedingungen für beide Seiten fielen die Verluste auf alliierter Seite 1,5–3 Mal so hoch aus wie auf der deutschen). Die Autoren führen dies wesentlich auf die deutscherseits praktizierte Auftragstaktik zurück, wobei insbesondere Brouwer betont, dass dies – anders als in vielen Medien (z. B. in Kriegsfilmen) dargestellt und behauptet – das Gegenteil dessen bedeutete, Kadavergehorsam zu verlangen. Allerdings konterkarierte Adolf Hitler ab etwa 1941 zunehmend das Prinzip und mischte sich in Detailplanungen ein, was nach Ansicht einiger Generäle (u. a. der spätere Bundeswehrgeneral Heusinger) die Niederlage beschleunigte.
Bereits seit der Krise 1941/42 ersetzte zunehmend das Ideal der ideologiegebunden „Führerpersönlichkeit“ den Typus des nüchternen, abwägenden und rationellen Generalstabsoffiziers. In der Schlussphase des Krieges war die Führung nach Auftrag nur noch ein Relikt aus fernen Reichswehrzeiten. Die Verabsolutierung des Befehls, das Dogma des bedingungslosen Gehorsams bestimmte die deutsche Führungspraxis. Truppenführern wurde verboten sich mit der realen operativ-taktischen Lage ihrer unterstellten Truppen kritisch auseinanderzusetzen.

### Zusammenhang mit der Inneren Führung in der Bundeswehr
Die bereits in der Wehrmacht praktizierte Auftragstaktik wurde im Zusammenhang mit den Überlegungen zur Inneren Führung in die Grundsatzplanung der Bundeswehr integriert, jedoch lange nicht beim Namen genannt, und von etlichen Generationen militärischer Führer bis heute weiterentwickelt. Erst mit der Neufassung der Heeresdienstvorschrift 100/100 im Jahre 1998 wurde auch formell die Verknüpfung von Innerer Führung und Führen mit Auftrag vollzogen.
Heute ist das Führen mit Auftrag fester Bestandteil der Menschenführung innerhalb der Bundeswehr. Von der Methode wird so weit möglich immer Gebrauch gemacht. Es wird als oberstes Führungsprinzip definiert, dass dem Ausführenden die größtmögliche Handlungsfreiheit, die natürlich von der Art der durchzuführenden Aufgabe abhängt, bei der Auftragsdurchführung überlassen wird.

### Situation in der Nationalen Volksarmee
In der Nationalen Volksarmee der DDR, die nach dem Vorbild der Sowjetarmee ausgerichtet war, wurde weitgehend deren Befehlstaktik als Standard implementiert. Eine Ausnahme bildete die sog. Aufklärungsgruppe. Mit der Eingliederung der NVA in die Bundeswehr nach der deutschen Wiedervereinigung wurde die Auftragstaktik wieder für alle deutschen Streitkräfte verbindlich.

## Führen mit Auftrag in anderen Armeen
In der Schweizer Armee ist das Führen durch Auftrag im Dienstreglement der Armee Art. 10 und 11 als Standard festgelegt. Damit wird ein Schwergewicht auf den Gefechtsgrundsatz „Freiheit des Handelns“ gelegt. Man geht dabei so weit, dass alle involvierten Soldaten vom Chef über die Kampfidee und den Auftrag informiert werden. So wird sichergestellt, dass auch bei einer vollständigen Unterbrechung der Kommunikation oder dem Ausfall des Chefs die Truppe selbstständig weiterkämpfen kann und zweckmäßige Entscheidungen gefällt werden.
In der österreichischen Gesamten Rechtsvorschrift für Allgemeine Dienstvorschriften für das Bundesheer findet sich keine explizite Erwähnung des Begriffs Führen mit Auftrag bzw. Auftragstaktik. Allerdings ist als § 7,4 ein eigener Absatz eingefügt, der das selbständige Abändern von Befehlen durch den Ausführenden in bestimmten Situationen festlegt. Faktisch ist es so, dass das österreichische Bundesheer eine Mischung aus Befehls- und Auftragstaktik anwendet, indem mit absteigendem Dienstrang zunehmend die Befehlstaktik angewandt wird, ähnlich wie es, historisch gesehen, früher auch in der preußischen Armee der Fall war (s. o.).
Der „Auftrag“ als mögliche Willensäußerung ist indes nicht exklusiv auf das deutsche bzw. deutschsprachige Militär beschränkt. Die französischen Streitkräfte verlangen in den Dienstvorschriften explizit, dass den Untergebenen Freiheit in der Ausführung eines Befehls gelassen wird. Die US-Armee kennt die mission type order bereits seit dem Ersten Weltkrieg, die sie bei den Briten kennenlernten. Dass Generäle der US-Armee diese als erfolgversprechend einsetzten, zeigt die Aussage von George S. Patton: „Sag Menschen nie, wie sie Dinge tun sollen. Sag ihnen, was zu tun ist, und sie werden dich mit ihrem Einfallsreichtum überraschen.“ (Im Original: „Don't tell people how to do things. Tell them what to do and let them surprise you with their results.“). Allerdings wurde das Auftragsprinzip von den Streitkräften der Vereinigten Staaten erst im Irak-Krieg intensiver zum Einsatz gebracht. Bis heute ist es nicht als genereller Führungsgrundsatz etabliert.
Am konsequentesten wurde indes die Auftragstaktik von der israelischen Armee übernommen, deren Verantwortliche seinerzeit eigens nach Deutschland gereist waren, um von ehemaligen Wehrmachtsbefehlshabern (und auch ihren britischen Gegenspielern) zu lernen. Israelische Militärhistoriker sehen dies als wesentlich für den Erfolg beispielsweise beim Sechs-Tage-Krieg an, bei dem Israels zahlenmäßig weit überlegene Feinde konsequent auf sowjetische Führungsgrundsätze aus dem Zweiten Weltkrieg bauten. Offiziell wurde das Prinzip jedoch erst 2006 festgeschrieben.

## Führung unbemannter Systeme
Eine wesentliche Motivation für die Anwendung der Auftragstaktik beruht auf dem sog. Kriegsnebel (Clausewitz), d. h. der Unmöglichkeit des Truppenführers, in Echtzeit alle Kampfsituationen gleichzeitig erfassen zu können. Insofern ergeben sich bei der Führung unbemannter Systeme wie UAVs Einschränkungen, als die übertragenen Echtzeitaufnahmen die Möglichkeit bieten, aus der Entfernung Mikromanagement zu betreiben und über viele Führungsebenen hinweg direkt ein- und durchzugreifen. Das Phänomen der erhöhten geografischen Distanz vom Geschehen bei gleichzeitig zunehmender Involviertheit wird im Militär als Problematik der taktischen Generäle bezeichnet.
In aktuellen Forschungsansätzen wird daher untersucht, wie sich das Konzept der Führung mit Auftrag auf die Führung unbemannter Systeme übertragen lässt. Zielsetzung ist die Entlastung des menschlichen Systembedieners, die Erhöhung der Anzahl gleichzeitig geführter Systeme und sinnvolles Verhalten des unbemannten Systems auch bei Abreißen der Funkverbindung. Die am häufigsten untersuchten Verfahren sind der Abruf von vordefinierten, anpassbaren und adaptiven Verhaltensweisen sowie die Nachbildung von auftragsbasierter Führung durch Computermodelle menschlicher Kognition.

## Auftragstaktik im zivilen Bereich
Auftragstaktik ist inzwischen auch ein international gebrauchter Terminus in anderen Bereichen geworden, in denen exakte Planung zwar unerlässlich, aber mit signifikanten Unwägbarkeiten behaftet ist und wo zeit- bzw. ressourcenkritische Entscheidungen eine bedeutsame Rolle spielen. Ein wichtiges Beispiel ist das Unternehmensmanagement: Es kann in vielen Fällen zweckmäßig sein, nachgeordneten Mitarbeitern gewisse Spielräume für selbständige Entscheidungen einzuräumen, z. B. um Prozesse zu beschleunigen und effizienter zu gestalten. Dieses Prinzip setzt allerdings voraus, dass der nachgeordnete Mitarbeiter eingehend mit den übergeordneten Zielen vertraut gemacht wurde und dass andererseits enge Rückmeldungsschleifen zwischen dem Mitarbeiter und dem Vorgesetzten etabliert sind, was notwendigerweise ein erhebliches Maß an Transparenz und Vertrauen auf beiden Seiten voraussetzt. Der amerikanische Spitzenmanager Jack Welch, der seit 1980 die Führung von General Electric innehatte, prägte nach dem Studium von Moltkes Schriften den Begriff des planvollen Opportunismus („planful opportunism“) als Umschreibung von Auftragstaktik in der Unternehmensführung. Ein hiermit eng verwandter Begriff ist Management by Objectives.
Inzwischen wird die Auftragstaktik auch in Bezug auf Mannschaftssportarten diskutiert, namentlich im Rugbysport. So wurde in einer Analyse der für Australien verlorenen Rugby-Weltmeisterschaft 2019 die fehlende Übernahme der Auftragstaktik in das Konzept der australischen Nationalmannschaft als entscheidend bewertet, während hingegen England es genau durch dieses Spielprinzip bis zur Vizeweltmeisterschaft gebracht habe.